# 濱田亜弥
濱田 亜弥（はまだ あや、1967年3月22日 - ）は、元テレビ高知所属の女性アナウンサーで現在は高知県内を中心に活動するフリーアナウンサーである。
高知県高知市出身。同志社女子大学卒業後1989年テレビ高知に入社、2006年3月に退社。

## フリーアナウンサーになってから担当した担当番組
- プライム・トーク（2009年6月5日～2016年9月30日、2017年1月3日 FM高知）
- テレビホームドクター（テレビ高知）

## テレビ高知アナウンサー時代に担当した担当番組
- イブニングKOCHI（木・金曜キャスター）
- がんばれ高知!!eco応援団!